# هنسلی (ویرجینیای غربی)
هنسلی (به انگلیسی: Hensley) یک منطقهٔ مسکونی در ایالات متحده آمریکا است که در شهرستان مک‌داول، ویرجینیای غربی واقع شده‌است.